# Lose My Breath
"Lose My Breath" (tạm dịch: "Hãy Lấy đi Hơi thở của Em") là một ca khúc nhạc R&B được trình bày bởi nhóm nhạc nữ người Mỹ Destiny's Child. Ca khúc được viết bởi Beyoncé Knowles, Kelly Rowland, Michelle Williams, Rodney Jerkins, LaShawn Daniels, Fred Jerkins III, Sean Garrett, và Shawn Corey "Jay-Z" Carter, trích từ album phòng thu thứ tư của Destiny's Child, Destiny Fulfilled (2004). Ca khúc thực chất đã được viết trước bởi Jerkins trước khi ca khúc đến tay của Destiny's Child. Sau khi nghe bản thu, Jay-Z chính là người được nhóm mời giúp đỡ.
"Lose My Breath" sau đó đã được chọn là đĩa đơn dẫn đầu của album, phát hành vào cuối năm 2004 và là đĩa đơn trở lại của nhóm sau ba năm tạm ngưng hoạt động. Ca khúc nhận được nhiều khen ngợi từ giới phê bình và từ phía khán giả. "Lose My Breath" sau đó cũng đã vươn lên vị trí đầu bảng tại nhiều quốc gia ở Châu Âu, trở thành đĩa đơn thành công nhất trong suốt sự nghiệp của Destiny's Child.
Đĩa đơn này cũng đã giúp nhóm nhận được một đề cử Giải Grammy cho hạng mục "Trình diễn Song ca hoặc Nhóm nhạc R&B Xuất sắc nhất". Video ca nhạc của ca khúc, kể về trận đấu nhảy hiện đại giữa ba nhân vật khác nhau của mỗi thành viên Destiny's Child đồng thời cũng nhận được khá nhiều đề cử giải thưởng.

## Sáng tác và biên soạn
Nhà sản xuất âm nhạc người Mỹ Rodney Jerkins, người đã từng hợp tác với nhóm trong đĩa đơn năm 2000, "Say My Name", đã thực hiện ca khúc này trước khi nhóm Destiny's Child biết đến. Hai thành viên Beyoncé Knowles và Michelle Williams chỉ nghe tiếng trống dạo đầu nhưng họ đã rất thích nó. Nhóm đã cho thành viên còn lại, Kelly Rowland, nghe bản thu ca khúc và đồng thời cô cũng rất thích nó. Ngoài ra, Destiny's Child đã nhờ sự giúp đỡ của nghệ sĩ nhạc rap Jay-Z. Jay-Z đã sáng tác phần điệp khúc của bài hát mà không cần nghe ca khúc. Từ đó, họ đã lấy phần điệp khúc để sáng tác phần lời và phần nối.
"Lose My Breath" là một ca khúc nhạc R&B với giai điệu brightdance kèm theo 120 nhịp một phút. Ca khúc được sáng tác ở nốt E♭ và được dàn dựng với bốn nhịp trong một khung, kèm theo phần trình diễn từ nốt thấp nhất C4 đến nốt cao nhất D5. Trong suốt ca khúc, tiếng trống nhanh luôn lặp lại và khá mạnh mẽ, gây cảm giác liên tưởng đến một dàn người đánh trống để "cổ vũ" cho ca khúc, giúp ca khúc mạnh mẽ hơn. Phần trống này thực chất là mẫu trống được thu lại bởi University of Michigan Marching Band. Lời nhạc của ca khúc được xây dựng từ chủ đề của phần điệp khúc sáng tác trước đó. Ca khúc mở đầu với phần điệp khúc cùng màn trình diễn của thành viên Knowles. Kế đó, Rowland đã dẫn đầu phần lời thứ hai. Michelle sau đó cũng đã đảm nhận phần nối trước khi phần điệp khúc được lặp lại hai lần. Kelly lại tiếp tục trình diễn nhưng với phần hát dư của bài hát, sau đó, bộ ba này đã tiếp tục lặp lại hai lần phần điệp khúc để kết thúc bài hát.

## Phát hành và tiếp nhận
Sau ba năm tạm ngưng hoạt động, "Lose My Breath" đã được chọn làm đĩa đơn trở lại của nhóm và được phát hành trên thị trường nhưng với nhiều ngày khác nhau: ngày 29 tháng 10 năm 2004, một đĩa đơn maxi đã được phát hành tại Úc kèm theo Bản của Album, hai bản phối lại và ca khúc mới "Why You Actin'". Tại Hoa Kỳ, đĩa đơn đã được phát hành với nhiều phiên bản khác nhau: Vào ngày 2 tháng Mười một, hai phiên bản gồm "Lose My Breath/Soldier" và "Lose My Breath/Game Over" đều đã được phát hành cùng một lúc. Sau đó, bản "Soldier/Lose My Breath [Phối lại]" và "Soldier/Lose My Breath" cũng đã được tiếp tục phát hành.
Jenny Eliscu của Rolling Stone đã gọi "Lose My Breath" là một ca khúc "nóng bỏng" và là "sự nô đùa khích dục" nơi Destiny's Child "thở hổn hển theo từng giai điệu của bài hát." Nick Reynolds của BBC thì cho rằng tiếng trống trong ca khúc rất "phấn khởi" và tiếng đàn điện tử thì "khó chịu". Anh đã so sánh ca khúc này với "Bring the Noise" của Public Enemy, "Pass That Dutch" của Missy Elliott đến nhóm The Supremes. Tom Sinclair của Entertainment Weekly nhận xét ca khúc có nhiều năng lượng hơn đĩa đơn trước "Bootylicious". Eric Henderson của Slant Magazine cho rằng ca khúc "quá mạnh mẽ" và gọi rằng "phần trống của ca khúc như đồ chơi tình dục." Tom Breihan của Pitchfork Media cho rằng phần trống của Jerkin "thật ấn tượng" nhưng lại nói thêm rằng "nó cần thêm nhịp điệu."
"Lose My Breath" sau đó đã nhận được một đề cử cho Giải Grammy 2005 với hạng mục "Trình diễn Song ca hoặc Nhóm nhạc R&B Xuất sắc nhất". Còn tại lễ trao giải ASCAP Pop Music Awards lần thứ 23, hãng thu âm EMI tại Anh đã nhận được giải Hãng Sản xuất của Năm với một vài bài hát tiêu biểu, trong đó có "Lose My Breath". Ca khúc còn trở thành một trong những Ca khúc Trình bày Nhiều nhất năm 2005.

## Diễn biến trên bảng xếp hạng
"Lose My Breath" xuất hiện tại vị trí top 10 trên bảng xếp hạng Billboard Hot 100 trước khi được phát hành rộng rãi. Đĩa đơn này đã xuất hiện tại vị trí #30 vào ngày 2 tháng 10 năm 2004. Sau khi phát hành, "Lose My Breath" đã vươn lên vị trí thứ ba vào ngày 6 tháng Mười một. Dù ca khúc không thể vươn lên vị trí cao hơn và nằm tại vị trí này suốt bốn tuần liền, nhưng ca khúc vẫn trở thành đĩa đơn top 10 thứ chín của Destiny's Child. Trong thời gian ấy, đĩa đơn đã trụ vững trong bảng xếp hạng đến 23 tuần liền. "Lose My Breath" sau đã được trao tặng đĩa Vàng bởi hiệp hội Recording Industry Association of America vào ngày 28 tháng 4 năm 2005.
"Lose My Breath" đã trở nên rất thành công tại các bảng xếp hạng châu Âu. Tại Anh, ca khúc xuất hiện với trí á quân và trở thành vị trí cao nhất của đĩa đơn tại đây. Dù không vươn lên được vị trí quán quân nhưng đĩa đơn vẫn đánh bại "Just Lose It" của Eminem, "Vertigo" của U2 và "I'll Stand by You" của Girls Aloud và đứng tại vị trí thứ hai bốn tuần liền. Ca khúc sau đó đã giữ vững vị trí top 10 đến bảy tuần liền cùng 11 tuần trên bảng xếp hạng. Ca khúc này đồng thời còn đứng đầu tại Bỉ, Ireland, Ý và Thụy Sĩ. "Lose My Breath" đồng thời còn nằm tại top 10 tại Áo, Đan Mạch, Pháp, Đức, Hà Lan, Na Uy và Thụy Điển.
Ngoài ra, tại Đức, ca khúc đã đứng vị trí #3 và trở thành đĩa đơn thành công nhất của nhóm tại quốc gia này.
Khắp Châu Đại Dương, đĩa đơn được tiếp nhận khá đồng đều. Đầu tiên, ca khúc đã nằm tại vị trí thứ 5 tại Úc vào ngày 15 tháng 11 năm 2004 và sau đó đã vươn lên vị trí thứ ba, ba tuần sau khi xuất hiện tại Úc. Ca khúc sau đó đã trụ vững tại bảng xếp hạng đến 17 tuần liền. Ở New Zealand, ca khúc xuất hiện tại vị trí thứ 16 vào ngày 15 tháng Mười một và đã giành tổng cộng bảy tuần tại đây.

## Video ca nhạc

Rowland, Knowles và Williams trong video ca nhạc của "Lose My Breath" (2004).

Video ca nhạc của "Lose My Breath" được đạo diễn bởi Marc Klasfeld, người đã từng làm việc với Sum 41, Nelly và Alien Ant Farm. Video được quay tại Los Angeles, California vào ngày 8 tháng 10 năm 2004. Destiny's Child sau đó đã luyện tập vũ đạo cho video khoảng cuối tháng Chín và đầu tháng Mười.
Video này của nhóm chủ yếu xoay quanh về cuộc thi nhảy giữa ba nhân vật với ba tính cách khác nhau của mỗi thành viên tại một đường hẹp giữa hai tòa nhà, với sự ủng hộ của một đám đông. Đầu tiên là "trận chiến" giữa hai đội là Destiny's Child "thời trang" và Destiny's Child "đường phố". Nhưng ở phần cuối, đội Destiny's Child thứ ba cũng đã xuất hiện với hình ảnh kết hợp giữa ba đội đã gây được sự chú ý của mọi người giữa đám đông: Michelle cùng phong cách "thời trang", Beyoncé với phong cách "mạnh mẽ" và Kelly cùng phong cách "đường phố".
"Lose My Breath" trình chiếu lần đầu trên chương trình Total Request Live của kênh MTV vào ngày 26 tháng 10 năm 2004 với vị trí thứ 8. Video đã giữ vững vị trí này đến 36 ngày. Trên bảng xếp hạng Top 30 của Muchmusic, video sau đó đã xuất hiện tại vị trí 26 vào ngày 6 tháng 11 năm 2004. Video tiếp tục nằm tại vị trí thứ 7 vào ngày 15 và 22 tháng Giêng, 2004 và nằm trong bảng xếp hạng đến này 12 tuần liền.
Ngoài ra, đây cũng giúp nhóm giành được một đề cử cho "Video nhạc Dance Xuất sắc Nhất" tại lễ trao giải MTV Video Music Awards 2005, nhưng thật đáng tiếc rằng hạng mục này đã được trao về tay của Missy Elliott với video "Lose Control".
Video sau đó đã xuất hiện trong phiên bản Đĩa-đôi của album #1's, Destiny Fulfilled và nằm trong đĩa DVD tặng kèm của Phiên bản tour diễn Destiny Fulfilled.

## Định dạng và danh sách ca khúc
- Đĩa đơn CD 1 tại Anh

1. "Lose My Breath" (Bản của Album) - 4:02
2. "Why You Actin'" - 4:29

- Đĩa đơn CD 2 tại Anh

1. "Lose My Breath" (Bản của Album) - 4:02
2. "Lose My Breath" (Maurice's Nu Soul Mix) - 5:54
3. "Lose My Breath" (Paul Johnson's Club Mix) - 6:07

- Đĩa đơn CD Maxi COL 675399 2

1. "Lose My Breath" (Bản của Album) - 4:02
2. "Lose My Breath" (Maurice's Nu Soul Mix) - 5:54
3. "Lose My Breath" (Paul Johnson's Club Mix) - 6:07
4. "Why You Actin'" - 4:29

- Đĩa đơn CD 1 tại Mỹ

1. "Lose My Breath" (Bản của Album) - 4:02
2. "Game Over"

- Đĩa đơn CD Pock It tại Đức (3-inch) COL 675399 3

1. "Lose My Breath" (Bản của Album) - 4:02
2. "Lose My Breath" (Paul Johnson's Club Mix) - 6:07

## Thực hiện
- Giọng chính: Kelly Rowland (1 lời và 1 điệp khúc), Beyoncé Knowles (1 lời), Michelle Williams (1 điệp khúc)
- Chịu trách nhiệm Thu âm: Beyoncé Knowles, Kelly Rowland, Sean Garrett
- Thu âm bởi: Jeff Villanueva, Jim Caruna tại Sony Music Studios, Thành phố New York
- Phối khí: Tony Maserati
- Giám đốc: Tom Coyne
- Trống: Michigan Marching Band Drumline

## Xếp hạng và chứng nhận
| Bảng xếp hạng (2004)                     | Vị trí cao nhất |
| ---------------------------------------- | --------------- |
| Úc (ARIA)                                | 3               |
| Áo (Ö3 Austria Top 40)                   | 8               |
| Bỉ (Ultratop 50 Flanders)                | 1               |
| Bỉ (Ultratop 50 Wallonia)                | 3               |
| Đan Mạch (Tracklisten)                   | 4               |
| Canada (Canadian Hot 100)                | 16              |
| Châu Âu Hot 100 Singles (Billboard)      | 1               |
| Phần Lan (Suomen virallinen lista)       | 3               |
| Pháp (SNEP)                              | 8               |
| Đức (GfK)                                | 3               |
| Hungary (Dance Top 40)                   | 20              |
| Ireland (IRMA)                           | 1               |
| Ý (FIMI)                                 | 3               |
| Hà Lan (Single Top 100)                  | 4               |
| New Zealand (Recorded Music NZ)          | 4               |
| Na Uy (VG-lista)                         | 2               |
| Tây Ban Nha (PROMUSICAE)                 | 8               |
| Thụy Điển (Sverigetopplistan)            | 8               |
| Thụy Sĩ (Schweizer Hitparade)            | 1               |
| Anh Quốc (OCC)                           | 2               |
| Hoa Kỳ Billboard Hot 100                 | 3               |
| Hoa Kỳ Pop Airplay (Billboard)           | 3               |
| Hoa Kỳ Hot R&B/Hip-Hop Songs (Billboard) | 10              |
| Hoa Kỳ Dance Club Songs (Billboard)      | 1               |

| Quốc gia | Chứng nhận |
| -------- | ---------- |
| Bỉ       | Vàng       |